# Everton F.C. mùa bóng 2017–18
Mùa giải 2017–18 là mùa giải thứ 64 của Everton ở giải đấu cao nhất nước Anh và được 140 năm kể từ khi thàm lập đội bóng. Mùa giải này, Everton sẽ tham gia Giải bóng đá ngoại hạng Anh, Cúp FA, Cúp EFL, UEFA Europa League.
Mùa bao gồm khoảng thời gian từ ngày 1 tháng 7 năm 2017 đến ngày 30 tháng 6 năm 2018.

## Chuyển nhượng

### Chuyến đề
| Ngày đền           | Vị trí | Quốc gia    | Tên                | Từ                  | Mức phí       | Nguồn  |
| ------------------ | ------ | ----------- | ------------------ | ------------------- | ------------- | ------ |
| 1 tháng 7 năm 2017 | CB     | Hà Lan      | Nathangelo Markelo | Volendam            | Không tiết lộ | [ 2 ]  |
| 1 tháng 7 năm 2017 | AM     | Hà Lan      | Davy Klaassen      | Ajax                | £23,600,000   | [ 3 ]  |
| 1 tháng 7 năm 2017 | LW     | Nigeria     | Henry Onyekuru     | Eupen               | £6,800,000    | [ 4 ]  |
| 1 tháng 7 năm 2017 | GK     | Anh         | Jordan Pickford    | Sunderland          | £25,000,000   | [ 5 ]  |
| 3 tháng 7 năm 2017 | CB     | Anh         | Michael Keane      | Burnley             | £25,000,000   | [ 6 ]  |
| 3 tháng 7 năm 2017 | ST     | Tây Ban Nha | Sandro Ramírez     | Malaga CF           | £5,200,000    | [ 7 ]  |
| 5 tháng 7 năm 2017 | MF     | Pháp        | Boris Mathis       | Metz                | Free          | [ 8 ]  |
| 7 tháng 7 năm 2017 | RW     | Anh         | Josh Bowler        | Queens Park Rangers | £1,500,000    | [ 9 ]  |
| 9 tháng 7 năm 2017 | AM     | Anh         | Wayne Rooney       | Manchester United   | Không tiết lộ | [ 10 ] |

### Chuyển đi
| Ngày đi                  | Vị trí | Quốc gia         | Tên               | Đến               | Mức giá     | Nguồn        |
| ------------------------ | ------ | ---------------- | ----------------- | ----------------- | ----------- | ------------ |
| 1 tháng 7 năm 2017       | CB     | Anh              | Jack Bainbridge   | Free agent        | Released    | [ 11 ]       |
| 1 tháng 7 năm 2017       | CF     | Anh              | Delial Brewster   | Chesterfield      | Released    | [ 11 ] [ a ] |
| 1 tháng 7 năm 2017       | CM     | Anh              | Tom Cleverley     | Watford           | £8,000,000  | [ 13 ]       |
| 1 tháng 7 năm 2017       | RW     | Tây Ban Nha      | Gerard Deulofeu   | Barcelona         | £10,600,000 | [ 14 ]       |
| 1 tháng 7 năm 2017       | RW     | Anh              | Michael Donohue   | Fleetwood Town    | Released    | [ 11 ] [ b ] |
| 1 tháng 7 năm 2017       | AM     | Cộng hòa Ireland | Tyrone Duffus     | Free agent        | Released    | [ 11 ]       |
| 1 tháng 7 năm 2017       | GK     | Anh              | Russell Griffiths | Motherwell        | Released    | [ 11 ] [ c ] |
| 1 tháng 7 năm 2017       | GK     | Anh              | Connor Hunt       | Free agent        | Released    | [ 11 ]       |
| 1 tháng 7 năm 2017       | CF     | Bờ Biển Ngà      | Arouna Koné       | Sivasspor         | Released    | [ 11 ] [ d ] |
| 1 tháng 7 năm 2017       | CF     | Anh              | Conor McAleny     | Fleetwood Town    | Released    | [ 11 ] [ e ] |
| 1 tháng 7 năm 2017       | CB     | Anh              | Josef Yarney      | Newcastle United  | Released    | [ 11 ] [ f ] |
| 1 tháng 7 năm 2017       | RB     | Anh              | James Yates       | Free agent        | Released    | [ 11 ]       |
| ngày 10 tháng 7 năm 2017 | FW     | Bỉ               | Romelu Lukaku     | Manchester United | £75,000,000 |              |

1. ↑  Delial Brewster joined Chesterfield after his release.[12]
2. ↑  Michael Donohue joined Fleetwood Town following his release.[15]
3. ↑  Russell Griffiths joined Motherwell following his release.[16]
4. ↑  Arouna Koné joined Sivasspor following his release.[17]
5. ↑  Conor McAleny joined Fleetwood Town following his release.[18]
6. ↑  Josef Yarney joined Newcastle United following his release.[19]

### Mượn được
| Ngày bắt đầu       | Vị trí | Quốc gia | Tên          | Từ        | Ngày kết thúc      | Nguồn  |
| ------------------ | ------ | -------- | ------------ | --------- | ------------------ | ------ |
| 7 tháng 7 năm 2017 | LM     | Đức      | Anton Donkor | Wolfsburg | 2 tháng 1 năm 2018 | [ 20 ] |

### Cho mượn
| Ngày bắt đầu       | Vị trí | Quốc gia | Tên              | Đến        | Ngày kết thúc            | Nguồn  |
| ------------------ | ------ | -------- | ---------------- | ---------- | ------------------------ | ------ |
| 1 tháng 7 năm 2017 | LW     | Nigeria  | Henry Onyekuru   | Anderlecht | ngày 30 tháng 6 năm 2018 | [ 4 ]  |
| 5 tháng 7 năm 2017 | CB     | Anh      | Brendan Galloway | Sunderland | ngày 30 tháng 6 năm 2018 | [ 21 ] |
| 8 tháng 7 năm 2017 | RB     | Anh      | Tyias Browning   | Sunderland | ngày 30 tháng 6 năm 2018 | [ 22 ] |

### Overall transfer activity
| Hè: £85,600,000 Đông: £0 Tổng cộng: £85,600,000 | Hè: £18,600,000 Đông: £0 Tổng cộng: £18,600,000 | Hè: £67,000,000 Đông: £0 Tổng ộng: £67,000,000 |

## Giải đấu

### Giao hữu
Tính đến ngày 22 tháng 6 năm 2017, Everton đã công bố bốn trận giao hữu trước mùa giải đối đầu Sevilla, Gor Mahia, FC Twente and Racing Genk.
| 13 tháng 7 năm 2017 | Gor Mahia  | 1–2      | Everton                 | Mzizima, Tanzania                            |  |
| 17:00 EAT           | Kagere 37' | Chi tiết | Rooney 35' · Dowell 82' | Sân vận động: Tanzania National Main Stadium |  |

| 19 tháng 7 năm 2017 | FC Twente | 0–3      | Everton                                | De Lutte, Hà Lan            |  |
| 19:00 CEST          |           | Chi tiết | Mirallas 44' · Lennon 73' · Dowell 81' | Sân vận động: De Stockakker |  |

| 22 tháng 7 năm 2017 | Genk        | 1–1      | Everton    | Genk, Bỉ                    |  |
| 16:00 CEST          | Samatta 55' | Chi tiết | Rooney 45' | Sân vận động: Luminus Arena |  |

| 6 tháng 8 năm 2017 | Everton | 2–2      | Sevilla | Liverpool                   |  |
| 15:00 BST          |         | Chi tiết |         | Sân vận động: Goodison Park |  |

### Giải bóng đá Ngoại hạng Anh

#### Bảng xếp hạng Giải
| VT | Đội              | ST | T  | H  | B  | BT | BB | HS  | Đ  | Giành quyền tham dự hoặc xuống hạng     |
| -- | ---------------- | -- | -- | -- | -- | -- | -- | --- | -- | --------------------------------------- |
| 6  | Arsenal          | 38 | 19 | 6  | 13 | 74 | 51 | +23 | 63 | Lọt vào Vòng bảng Europa League         |
| 7  | Burnley          | 38 | 14 | 12 | 12 | 36 | 39 | −3  | 54 | Lọt vào Vòng loại thứ hai Europa League |
| 8  | Everton          | 38 | 13 | 10 | 15 | 44 | 58 | −14 | 49 |                                         |
| 9  | Leicester City   | 38 | 12 | 11 | 15 | 56 | 60 | −4  | 47 |                                         |
| 10 | Newcastle United | 38 | 12 | 8  | 18 | 39 | 47 | −8  | 44 |                                         |

1. 1 2  Vì nhà vô địch Cúp FA 2017–18 (Chelsea) và nhà vô địch Cúp EFL 2017–18 (Manchester City) giành quyền tham dự cúp châu Âu dựa trên vị trí bảng xếp hạng hoặc kết thúc ở vị trí thấp nhất là vị trí thứ 6, nên suất dự vòng loại thứ hai Europa League dành cho đội vô địch Cúp Liên Đoàn được chuyển xuống cho đội đứng thứ 7.

#### Mô tả kết quả
| Tổng thể | Tổng thể | Tổng thể | Tổng thể | Tổng thể | Tổng thể | Tổng thể | Tổng thể | Sân nhà | Sân nhà | Sân nhà | Sân nhà | Sân nhà | Sân nhà | Sân khách | Sân khách | Sân khách | Sân khách | Sân khách | Sân khách |
| ST       | T        | H        | B        | BT       | BB       | HS       | Đ        | T       | H       | B       | BT      | BB      | HS      | T         | H         | B         | BT        | BB        | HS        |
| -------- | -------- | -------- | -------- | -------- | -------- | -------- | -------- | ------- | ------- | ------- | ------- | ------- | ------- | --------- | --------- | --------- | --------- | --------- | --------- |
| 1        | 1        | 0        | 0        | 1        | 0        | +1       | 3        | 1       | 0       | 0       | 1       | 0       | +1      | 0         | 0         | 0         | 0         | 0         | 0         |

Cập nhật lần cuối: 12 tháng 8 năm 2017.

Nguồn: 

#### Kết quả theo ngày thi đấu
| Vòng    | 1 | 2 | 3 | 4 | 5 | 6 | 7 | 8 | 9 | 10 | 11 | 12 | 13 | 14 | 15 | 16 | 17 | 18 | 19 | 20 | 21 | 22 | 23 | 24 | 25 | 26 | 27 | 28 | 29 | 30 | 31 | 32 | 33 | 34 | 35 | 36 | 37 | 38 |
| ------- | - | - | - | - | - | - | - | - | - | -- | -- | -- | -- | -- | -- | -- | -- | -- | -- | -- | -- | -- | -- | -- | -- | -- | -- | -- | -- | -- | -- | -- | -- | -- | -- | -- | -- | -- |
| Sân     | H | A | A | H | A | H | H | A | H | A  | H  | A  | A  | H  | H  | A  | A  | H  | H  | A  | A  | H  | A  | H  | H  | A  | H  | A  | A  | H  | A  | H  | H  | A  | H  | A  | H  | A  |
| Kết quả | W |   |   |   |   |   |   |   |   |    |    |    |    |    |    |    |    |    |    |    |    |    |    |    |    |    |    |    |    |    |    |    |    |    |    |    |    |    |
| Vị trí  | 7 |   |   |   |   |   |   |   |   |    |    |    |    |    |    |    |    |    |    |    |    |    |    |    |    |    |    |    |    |    |    |    |    |    |    |    |    |    |

Lần cập nhật cuối: pre-season.
Nguồn: Statto.com

Nền: A = Sân khác; H = Sân nhà. Kết quả: D = Hòa L = Thua; W = Thắng; P = Bị hoãn.

#### Trận đấu
Vào ngày 14 tháng 6 năm 2017, lịch thi đấu Giải bóng đá Ngoại hạng Anh của Everton đã được công bố.
| 12 tháng 8 năm 2017 1 | Everton                    | 1–0      | Stoke City | Liverpool                                                                    |  |
| 15:00 BST             | Rooney 45+1' · Martina 85' | Chi tiết | Allen 29'  | Sân vận động: Goodison Park Lượng khán giả: 39,045 Trọng tài: Neil Swarbrick |  |

| 19 tháng 8 năm 2017 2 | Manchester City | v | Everton | Manchester                               |  |
| 15:00 BST             |                 |   |         | Sân vận động: City of Manchester Stadium |  |

| ngày 26 tháng 8 năm 2017 3 | Chelsea | v | Everton | Luân Đôn                      |  |
| 15:00 BST                  |         |   |         | Sân vận động: Stamford Bridge |  |

| ngày 9 tháng 9 năm 2017 4 | Everton | v | Tottenham Hotspur | Liverpool                   |  |
| 15:00                     |         |   |                   | Sân vận động: Goodison Park |  |

| ngày 16 tháng 9 năm 2017 5 | Manchester United | v | Everton | Manchester                 |  |
| 15:00                      |                   |   |         | Sân vận động: Old Trafford |  |

| ngày 23 tháng 9 năm 2017 6 | Everton | v | Bournemouth | Liverpool                   |  |
| 15:00                      |         |   |             | Sân vận động: Goodison Park |  |

| ngày 30 tháng 9 năm 2017 7 | Everton | v | Burnley | Liverpool                   |  |
| 15:00                      |         |   |         | Sân vận động: Goodison Park |  |

| ngày 14 tháng 10 năm 2017 8 | Brighton & Hove Albion | v | Everton | Brighton                   |  |
| 15:00                       |                        |   |         | Sân vận động: Amex Stadium |  |

| ngày 21 tháng 10 năm 2017 9 | Everton | v | Arsenal | Liverpool                   |  |
| 15:00                       |         |   |         | Sân vận động: Goodison Park |  |

| ngày 28 tháng 10 năm 2017 10 | Leicester City | v | Everton | Leicester                        |  |
| 15:00                        |                |   |         | Sân vận động: King Power Stadium |  |

| ngày 4 tháng 11 năm 2017 11 | Everton | v | Watford | Liverpool                   |  |
| 15:00                       |         |   |         | Sân vận động: Goodison Park |  |

| ngày 18 tháng 11 năm 2017 12 | Crystal Palace | v | Everton | Luân Đôn                    |  |
| 15:00                        |                |   |         | Sân vận động: Selhurst Park |  |

| ngày 25 tháng 11 năm 2017 13 | Southampton | v | Everton | Southampton                      |  |
| 15:00                        |             |   |         | Sân vận động: St. Mary's Stadium |  |

| ngày 29 tháng 11 năm 2017 14 | Everton | v | West Ham United | Liverpool                   |  |
| 19:45                        |         |   |                 | Sân vận động: Goodison Park |  |

| ngày 2 tháng 12 năm 2017 15 | Everton | v | Huddersfield Town | Liverpool                   |  |
| 15:00                       |         |   |                   | Sân vận động: Goodison Park |  |

| ngày 9 tháng 12 năm 2017 16 | Liverpool | v | Everton | Liverpool             |  |
| 15:00                       |           |   |         | Sân vận động: Anfield |  |

| ngày 13 tháng 12 năm 2017 17 | Newcastle United | v | Everton | Newcastle                     |  |
| 19:45                        |                  |   |         | Sân vận động: St. James' Park |  |

| ngày 16 tháng 12 năm 2017 18 | Everton | v | Swansea City | Liverpool                   |  |
| 15:00                        |         |   |              | Sân vận động: Goodison Park |  |

| ngày 23 tháng 12 năm 2017 19 | Everton | v | Chelsea | Liverpool                   |  |
| 15:00                        |         |   |         | Sân vận động: Goodison Park |  |

| ngày 26 tháng 12 năm 2017 20 | West Bromwich Albion | v | Everton | West Bromwich               |  |
| 15:00                        |                      |   |         | Sân vận động: The Hawthorns |  |

| ngày 30 tháng 12 năm 2017 21 | Bournemouth | v | Everton | Bournemouth                    |  |
| 15:00                        |             |   |         | Sân vận động: Vitality Stadium |  |

| ngày 1 tháng 1 năm 2018 22 | Everton | v | Manchester United | Liverpool                   |  |
| 15:00                      |         |   |                   | Sân vận động: Goodison Park |  |

| ngày 13 tháng 1 năm 2018 23 | Tottenham Hotspur | v | Everton | Luân Đôn                      |  |
| 15:00                       |                   |   |         | Sân vận động: Wembley Stadium |  |

| ngày 20 tháng 1 năm 2018 24 | Everton | v | West Bromwich Albion | Liverpool                   |  |
| 15:00                       |         |   |                      | Sân vận động: Goodison Park |  |

| ngày 31 tháng 1 năm 2018 25 | Everton | v | Leicester City | Liverpool                   |  |
| 19:45                       |         |   |                | Sân vận động: Goodison Park |  |

| ngày 3 tháng 2 năm 2018 26 | Arsenal | v | Everton | Holloway, Luân Đôn             |  |
| 15:00                      |         |   |         | Sân vận động: Emirates Stadium |  |

| ngày 10 tháng 2 năm 2018 27 | Everton | v | Crystal Palace | Liverpool                   |  |
| 15:00                       |         |   |                | Sân vận động: Goodison Park |  |

| ngày 24 tháng 2 năm 2018 28 | Watford | v | Everton | Watford                     |  |
| 15:00                       |         |   |         | Sân vận động: Vicarage Road |  |

| ngày 3 tháng 3 năm 2018 29 | Burnley | v | Everton | Burnley                 |  |
| 15:00                      |         |   |         | Sân vận động: Turf Moor |  |

| ngày 10 tháng 3 năm 2018 30 | Everton | v | Brighton & Hove Albion | Liverpool                   |  |
| 15:00                       |         |   |                        | Sân vận động: Goodison Park |  |

| ngày 17 tháng 3 năm 2018 31 | Stoke City | v | Everton | Stoke-on-Trent               |  |
| 15:00                       |            |   |         | Sân vận động: Bet365 Stadium |  |

| ngày 31 tháng 3 năm 2018 32 | Everton | v | Manchester City | Liverpool                   |  |
| 15:00                       |         |   |                 | Sân vận động: Goodison Park |  |

| ngày 7 tháng 4 năm 2018 33 | Everton | v | Liverpool | Liverpool                   |  |
| 15:00                      |         |   |           | Sân vận động: Goodison Park |  |

| ngày 14 tháng 4 năm 2018 34 | Swansea City | v | Everton | Swansea                       |  |
| 15:00                       |              |   |         | Sân vận động: Liberty Stadium |  |

| ngày 21 tháng 4 năm 2018 35 | Everton | v | Newcastle United | Liverpool                   |  |
| 15:00                       |         |   |                  | Sân vận động: Goodison Park |  |

| ngày 28 tháng 4 năm 2018 36 | Huddersfield Town | v | Everton | Huddersfield                       |  |
| 15:00                       |                   |   |         | Sân vận động: John Smith's Stadium |  |

| ngày 5 tháng 5 năm 2018 37 | Everton | v | Southampton | Liverpool                   |  |
| 15:00                      |         |   |             | Sân vận động: Goodison Park |  |

| ngày 13 tháng 5 năm 2018 38 | West Ham United | v | Everton | Stratford, Luân Đôn          |  |
| 15:00                       |                 |   |         | Sân vận động: London Stadium |  |

-->

### UEFA Europa League
Everton enter the competition in the third qualifying round, where they will face Slovakian side Ružomberok.
| 27 tháng 7 năm 2017 Vòng loại thứ 3 lượt đi | Everton    | 1–0      | Ružomberok             | Walton, Anh                                                      |  |
| 20:05 BST                                   | Baines 65' | Chi tiết | Kupec 54' · Haskić 79' | Sân vận động: Goodison Park Trọng tài: Georgi Kabakov (Bulgaria) |  |

| 3 tháng 8 năm 2017 Vòng loại thứ ba Lượt về | Ružomberok | v | Everton | Ružomberok, Slovakia               |  |
| 20:45 CEST                                  |            |   |         | Sân vận động: Štadión pod Čebraťom |  |

| 17 tháng 8 năm 2017 Play-off round L1 | Everton                                                | 2–0      | Hajduk Split | Walton, Anh                                                     |  |
| 20:05                                 | Schneiderlin 19' · Keane 30' · Gueye 45' · Bešić 90+1' | Chi tiết | Memolla 43'  | Sân vận động: Goodison Park Trọng tài: Ivan Kružliak (Slovakia) |  |

| 24 tháng 8 năm 2017 Play-off round L2 | Hajduk Split | v | Everton | Split, Croatia               |  |
| 19:00                                 |              |   |         | Sân vận động: Stadion Poljud |  |

## Thống kê đội hình
Tính đến 12 tháng 8 năm 2017
| Số | VT | QT                     | Cầu thủ               | Tổng số | Tổng số | Premier League | Premier League | FA Cup | FA Cup | League Cup | League Cup | Europe | Europe |
| Số | VT | QT                     | Cầu thủ               | Trận    | Bàn     | Trận           | Bàn            | Trận   | Bàn    | Trận       | Bàn        | Trận   | Bàn    |
| -- | -- | ---------------------- | --------------------- | ------- | ------- | -------------- | -------------- | ------ | ------ | ---------- | ---------- | ------ | ------ |
| 1  | TM | Anh                    | Jordan Pickford       | 2       | 0       | 1              | 0              | 0      | 0      | 0          | 0          | 1      | 0      |
| 2  | TV | Pháp                   | Morgan Schneiderlin   | 3       | 0       | 1              | 0              | 0      | 0      | 0          | 0          | 2      | 0      |
| 3  | HV | Anh                    | Leighton Baines       | 3       | 1       | 1              | 0              | 0      | 0      | 0          | 0          | 2      | 1      |
| 4  | HV | Anh                    | Michael Keane         | 3       | 0       | 1              | 0              | 0      | 0      | 0          | 0          | 2      | 0      |
| 5  | HV | Wales                  | Ashley Williams       | 3       | 0       | 1              | 0              | 0      | 0      | 0          | 0          | 2      | 0      |
| 6  | HV | Anh                    | Phil Jagielka         | 2       | 0       | 1              | 0              | 0      | 0      | 0          | 0          | 1      | 0      |
| 7  | TV | Cộng hòa Dân chủ Congo | Yannick Bolasie       | 0       | 0       | 0              | 0              | 0      | 0      | 0          | 0          | 0      | 0      |
| 8  | TV | Anh                    | Ross Barkley          | 0       | 0       | 0              | 0              | 0      | 0      | 0          | 0          | 0      | 0      |
| 9  | TĐ | Tây Ban Nha            | Sandro Ramirez        | 3       | 0       | 1              | 0              | 0      | 0      | 0          | 0          | 1+1    | 0      |
| 10 | TĐ | Anh                    | Wayne Rooney          | 3       | 1       | 1              | 1              | 0      | 0      | 0          | 0          | 2      | 0      |
| 11 | TĐ | Bỉ                     | Kevin Mirallas        | 3       | 0       | 0+1            | 0              | 0      | 0      | 0          | 0          | 1+1    | 0      |
| 12 | TV | Anh                    | Aaron Lennon          | 0       | 0       | 0              | 0              | 0      | 0      | 0          | 0          | 0      | 0      |
| 15 | HV | Curaçao                | Cuco Martina          | 2       | 0       | 0+1            | 0              | 0      | 0      | 0          | 0          | 1      | 0      |
| 16 | TV | Cộng hòa Ireland       | James McCarthy        | 0       | 0       | 0              | 0              | 0      | 0      | 0          | 0          | 0      | 0      |
| 17 | TV | Sénégal                | Idrissa Gueye         | 3       | 0       | 1              | 0              | 0      | 0      | 0          | 0          | 2      | 0      |
| 18 | TV | Anh                    | Gareth Barry          | 1       | 0       | 0              | 0              | 0      | 0      | 0          | 0          | 0+1    | 0      |
| 20 | TV | Hà Lan                 | Davy Klaassen         | 3       | 0       | 1              | 0              | 0      | 0      | 0          | 0          | 2      | 0      |
| 21 | TV | Bosna và Hercegovina   | Muhamed Bešić         | 0       | 0       | 0              | 0              | 0      | 0      | 0          | 0          | 0      | 0      |
| 22 | TM | Hà Lan                 | Maarten Stekelenburg  | 1       | 0       | 0              | 0              | 0      | 0      | 0          | 0          | 1      | 0      |
| 23 | HV | Cộng hòa Ireland       | Séamus Coleman        | 0       | 0       | 0              | 0              | 0      | 0      | 0          | 0          | 0      | 0      |
| 25 | HV | Argentina              | Ramiro Funes Mori     | 0       | 0       | 0              | 0              | 0      | 0      | 0          | 0          | 0      | 0      |
| 26 | TV | Anh                    | Tom Davies            | 3       | 0       | 0+1            | 0              | 0      | 0      | 0          | 0          | 1+1    | 0      |
| 29 | TĐ | Anh                    | Dominic Calvert-Lewin | 3       | 1       | 1              | 0              | 0      | 0      | 0          | 0          | 1+1    | 1      |
| 30 | HV | Anh                    | Mason Holgate         | 0       | 0       | 0              | 0              | 0      | 0      | 0          | 0          | 0      | 0      |
| 31 | TĐ | Anh                    | Ademola Lookman       | 1       | 0       | 0              | 0              | 0      | 0      | 0          | 0          | 0+1    | 0      |
| 33 | TM | Tây Ban Nha            | Joel Robles           | 0       | 0       | 0              | 0              | 0      | 0      | 0          | 0          | 0      | 0      |
| 34 | TĐ | Sénégal                | Oumar Niasse          | 0       | 0       | 0              | 0              | 0      | 0      | 0          | 0          | 0      | 0      |
| 43 | HV | Anh                    | Jonjoe Kenny          | 0       | 0       | 0              | 0              | 0      | 0      | 0          | 0          | 0      | 0      |